# Парк-авеню, 520
Парк-авеню, 520 (англ. 520 Park Avenue) — небоскрёб на 60-й улице рядом с Парк-авеню в Верхнем Ист-Сайде Манхэттена, Нью-Йорк. Небоскрёб был спроектирован компанией Robert A.M. Stern Architects, а его строительство было завершено в 2018 году. Здание финансировалось за счет кредита на строительство в размере 450 млн долларов США, предоставленного Детским инвестиционным фондом. При высоте в 238 метров (781 фт) это 36-е по счёту самое высокое здание в Нью-Йорке и самое высокое в Верхнем Ист-Сайде.
Артур и Уильям Ли Зекендорф из компании Zeckendorf Development разработали проект здания.

## Дизайн

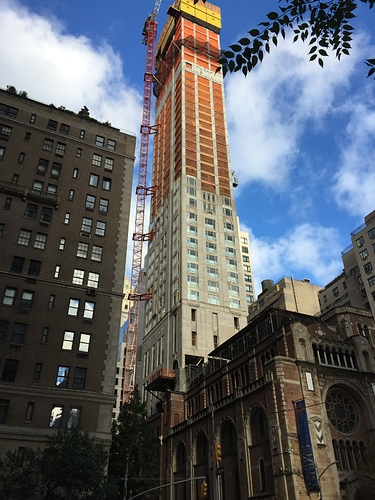
Парк-авеню, 520 в процессе строительства, октябрь 2016

Как и многие другие работы Стерна, здание выполнено в новоклассическом стиле. Снаружи здание облицовано известняком, как и другие небоскребы Стерна в Нью-Йорке, включая Сентрал-парк-вест, 15, Парк-плейс, 30 и Сентрал-парк-саут, 220. Артур Зекендорф назвал небоскрёб «сестрой Сентрал-парк-вест, 15» в Ист-Сайде.
На 54 этажах здания расположено 35 квартир, включая трехэтажный пентхаус стоимостью 130 млн долларов США. Цены начинаются от 20 миллионов долларов за квартиру площадью 430 квадратных метров, а в квартирах, расположенных ближе к вершине, есть балконы.

### Удобства
В небоскрёбе располагается сад, частный кинотеатр, детская игровая комната, бассейн, винные погреба и двухуровневый фитнес-центр. Здание предлагает более 1 400 квадратных метров удобств и развлекательных помещений для жильцов.

## История
Застройщики планировали строительство здания с 2006 года, но планы были отложены из-за трудностей с освобождением предыдущего коммерческого здания на участке. Впервые о планах по строительству здания было объявлено в декабре 2012 года, когда было выбрано архитектурное бюро Robert A.M. Stern Architects. Вскоре после этого застройщики приобрели 6 500 квадратных метров у соседней Объединённой методистской церкви Христа и клуба Гролье за более чем 40 млн долларов США. Проект здания был официально представлен в марте 2014 года и завершен в 2018 году.

## Известные жители
В число жителей, которые приобрели квартиры, входят:
- Орландо Браво, менеджер по прямым инвестициям
- Фрэнк Фертитта III, бывший владелец UFC[13]
- Джеймс Дайсон, основатель Dyson[14]
- Кен Моэлис, инвестиционный банкир[15]
- Боб Даймонд, бывший генеральный директор Barclays[16]
- Ронн Торосян, специалист по связям с общественностью[17]